# Pīpalkoti
Pīpalkoti är en ort i Indien.   Den ligger i distriktet Chamoli och delstaten Uttarakhand, i den norra delen av landet, 290 km nordost om huvudstaden New Delhi. Pīpalkoti ligger 1 259 meter över havet och antalet invånare är 2 000.
Terrängen runt Pīpalkoti är huvudsakligen mycket bergig. Pīpalkoti ligger nere i en dal. Runt Pīpalkoti är det ganska tätbefolkat, med 83 invånare per kvadratkilometer. Närmaste större samhälle är Gopeshwar, 10,7 km väster om Pīpalkoti. I omgivningarna runt Pīpalkoti växer i huvudsak blandskog.